# Charlie Dominici
Charlie Dominici (Brooklyn (New York), 16 juni 1951 – 17 november 2023) was een Amerikaanse zanger. Hij is misschien het meest bekend als de tweede zanger van de progressieve metal band Dream Theater, en als vervanger van Chris Collins. Hij is later vervangen door James LaBrie.
Zijn stijl van zingen wordt vaak vergeleken met die van de zanger van Rush: Geddy Lee.
Charlie speelde eerst in een andere band: Franke and the Knockouts, waarin hij gitaar speelde en fungeerde als achtergrondzanger. Hij auditeerde voor Dream Theater in 1987 en werd aangenomen in datzelfde jaar in november.
Charlie zong in het debuutalbum van Dream Theater in 1989: When Dream And Day Unite. Dominici was echter ouder dan de rest van de bandleden en er ontstonden verschillen in ideeën. Zijn "popachtige" manier van zingen paste niet bij de progressieve ideeën van de rest van de band. Volgens de drummer Mike Portnoy "Was het alsof Billy Joel zong in Queensrÿche." Een goede zanger in de verkeerde band. Hun wegen splitsten hierna.
Hoewel hij carrière maakte buiten de muziekindustrie, bleef hij wel in contact met zijn voormalige collega's. In 1994 zong Dominici op de bruiloft van Portnoy en zijn vrouw Marlene. Op 6 maart 2004 trad hij op met Dream Theater omdat het album When Dream And Day Unite toen 15 jaar oud was. Hij zong toen To Live Forever, een nummer dat niet op dat album stond, maar wel geschreven was in dezelfde tijd en Metropolis, samen met LaBrie en de inmiddels ook vertrokken keyboardspeler Derek Sherinian.
Ondanks dat hij niet meer actief als zanger was na zijn vertrek uit Dream Theater, inspireerde het optreden hem weer om muziek te maken. In 2005 bracht hij een solo-album uit, getiteld O3: A Trilogy, Part 1. In 2007 en 2008 bracht hij de volgende delen uit.
In juni 2007 opende Dominici een drietal concerten van Dream Theater tijdens hun Chaos in Motion Tour.